# Association française de zootechnie
Pour les articles homonymes, voir AFZ.
L'Association française de zootechnie (AFZ) est une association loi de 1901 fondée en 1949 à l'Institut national agronomique Paris-Grignon par le Professeur André-Max Leroy. L'objectif de l'association concerne la diffusion des connaissances relatives aux animaux domestiques.

## Origine
La création de l'AFZ est concomitante de celle de la Fédération européenne de zootechnie à Paris en 1949. André-Max Leroy est à l'origine des deux associations. Il était ingénieur agronome, zootechnicien, et enseignait à l'Institut national agronomique Paris-Grignon. Il est l'auteur de nombreux ouvrages de référence sur l'alimentation animale.
Actuellement, le bureau de l'association est constitué d'enseignants de l'école d'ingénieurs AgroParisTech, et les membres du conseil d'administration sont issus de la recherche et des entreprises du secteur de la zootechnie.

## Missions
L'association française de zootechnie a été créée afin de favoriser les échanges entre les professionnels des productions animales. Elle a également un objectif de diffusion des savoirs techniques, grâce à la publication de nombreux ouvrages et articles scientifiques,.
Des journées d'étude sont régulièrement organisées par l'association sur des thématiques liées à l'élevage. L'AFZ est également au cœur de la rédaction d'une encyclopédie internationale des aliments destinés aux animaux domestiques : Feedipedia, soutenue par l'Organisation des Nations unies pour l'alimentation et l'agriculture.
L'association soutient la formation des étudiants, par l'intermédiaire de son prix de thèse décerné chaque année pour une thèse traitant des productions animales, et la bourse Ferenc Semptey, attribuée à des étudiants d'AgroParisTech.